# Masdevallia bangii
Masdevallia bangii är en orkidéart som beskrevs av Rudolf Schlechter. Masdevallia bangii ingår i släktet Masdevallia och familjen orkidéer. Inga underarter finns listade i Catalogue of Life.